# 狼瘡性腎炎
狼瘡腎炎(Lupus nephritis)是紅斑性狼瘡(SLE)造成的腎臟炎症，屬於一種免疫系统的疾病。除了腎臟，SLE也會損害皮膚、關節、神經系統和在體內的幾乎任何器官或系統。

## 症狀和病徵
狼瘡的一般症狀包括顴骨疹(malar rash)、盤狀疹(discoid rash)、光敏感(photosensitivity)、口腔潰瘍(oral ulcer)、非糜爛性關節炎(nonerosive arthritis)、胸膜心包炎(pleuropericarditis)、腎疾病、神經系統的表現，以及血液疾病。
臨床上，全身性紅斑狼瘡常表現為發燒、體重減輕(100％)、關節痛(arthralgias)、滑膜炎(synovitis)、關節炎(95％)、胸膜炎(pleuritis)、心包炎(80％)、顴面部皮疹、光照性皮膚病、脫髮(75％)、貧血、白细胞减少症、血小板減少及血栓形成(50％)。
約半數的SLE病例在同一時間或其他的情況被證實為狼瘡性腎炎。腎特異性第標誌包括蛋白尿(100％)、腎病綜合徵(55％)、顆粒管(30％)、紅細胞管型(10％)、鏡檢血尿(80％)，肉眼血尿(2％)、腎功能降低(60％)、RPGN(30％)、ARF(Acute kidney injury)(2％)、高血壓(35％)、高鉀血症（15％)及和管狀異常(70％)。

## 診斷
狼瘡腎炎的診斷依賴於血液检查、尿液分析、X射线、腎臟的超聲波掃描，及腎活檢(kidney biopsy)。

## 外部連結
- Lupus Foundation of America, Inc. （页面存档备份，存于）
- Lupus Research Institute
- S.L.E. Lupus Foundation
- Lupus International
- ACCESS clinical trial for lupus nephritis （页面存档备份，存于）